# Volleyball under Middelhavslegene 2001
Volleyball under Middelhavslegene 2001 i Tunis, Tunesien.

## Medaljevindere
| Event                | Guld    | Sølv     | Bronze   |
| -------------------- | ------- | -------- | -------- |
| Mændenes turnering   | Italien | Tunesien | Italien  |
| Kvindernes turnering | Italien | Tyrkiet  | Frankrig |

## Placeringer

### Mændenes turnering
| Plads  | Hold        |
| ------ | ----------- |
| Guld   | Italien     |
| Sølv   | Tunesien    |
| Bronze | Tyrkiet     |
| 4      | Frankrig    |
| 5      | Spanien     |
| 6      | Jugoslavien |
| 7      | Grækenland  |
| 8      | Cypern      |

### Kvindernes turnering
| Plads  | Hold        |
| ------ | ----------- |
| Guld   | Italien     |
| Sølv   | Tyrkiet     |
| Bronze | Frankrig    |
| 4      | Grækenland  |
| 5      | Spanien     |
| 6      | Jugoslavien |
| 7      | Kroatien    |
| 8      | Tunesien    |